# Homevideo
Pour plus de détails, voir Fiche technique et Distribution.
Homevideo est un téléfilm allemand de Kilian Riedhof. Il est diffusé en France par Arte en août 2011.

## Synopsis
Un adolescent, Jacob, plutôt introverti, tombe follement amoureux d'une fille, Hannah, dans un contexte familial difficile : ses parents se disputent tout le temps et sa mère déménage. Muni d'une caméra, par amour pour Hannah, il se filme se masturbant mais la vidéo tombe dans de mauvaises mains...

## Fiche technique
- Réalisation : Kilian Riedhof
- Scénario : Jan Braren
- Photographie : Benedict Neuenfels
- Musique : Peter Hinderthür
- Langue : allemand
- Durée : 89 min

## Distribution
- Wotan Wilke Möhring (V. F. : Philippe Sollier) : Claas Moormann
- Jonas Nay (V. F. : Aurélien Ringelheim) : Jakob Moormann
- Nicole Marischka (de) (V. F. : Hélène Bizot) : Irina Moormann
- Sophia Boehme (V. F. : Marie Nonnenmacher) : Hannah
- Jannik Schümann (V. F. : Christophe Seugnet) : Henry
- Tom Wolf (V. F. : Milan Moroti) : Erik
- Sabine Timoteo : Vera
- Petra Kelling (V. F. : Chantal Richard) : Gertrud
- Anett Heilfort (V. F. : Ingrid Donnadieu) : Mme Beckmann
- Willi Gerk : Tom

Version française (V. F.) selon le carton de doublage.